# 薩克森-科堡-哥達的阿爾弗雷德王子
阿尔弗雷德·亚历山大·威廉·恩斯特·阿尔伯特（英語：Alfred Alexander William Ernest Albert，（1874年10月15日—1899年2月6日），英国维多利亚女王的孙子，俄罗斯帝国沙皇亚历山大二世的外孙，萨克森-科堡-哥达公爵阿尔弗雷德和瑪麗亞·亞歷山德羅夫娜的长子，也是唯一的儿子。他的大妹玛丽是罗马尼亚王后，二妹维多利亚·梅丽塔。他在父亲去世前一年自杀。